# Fienen
Fienen (rumänisch Foieni, ungarisch Mezőfény) ist ein Ort im Kreis Satu Mare im Nordwesten Rumäniens.

## Lage der Ortschaft

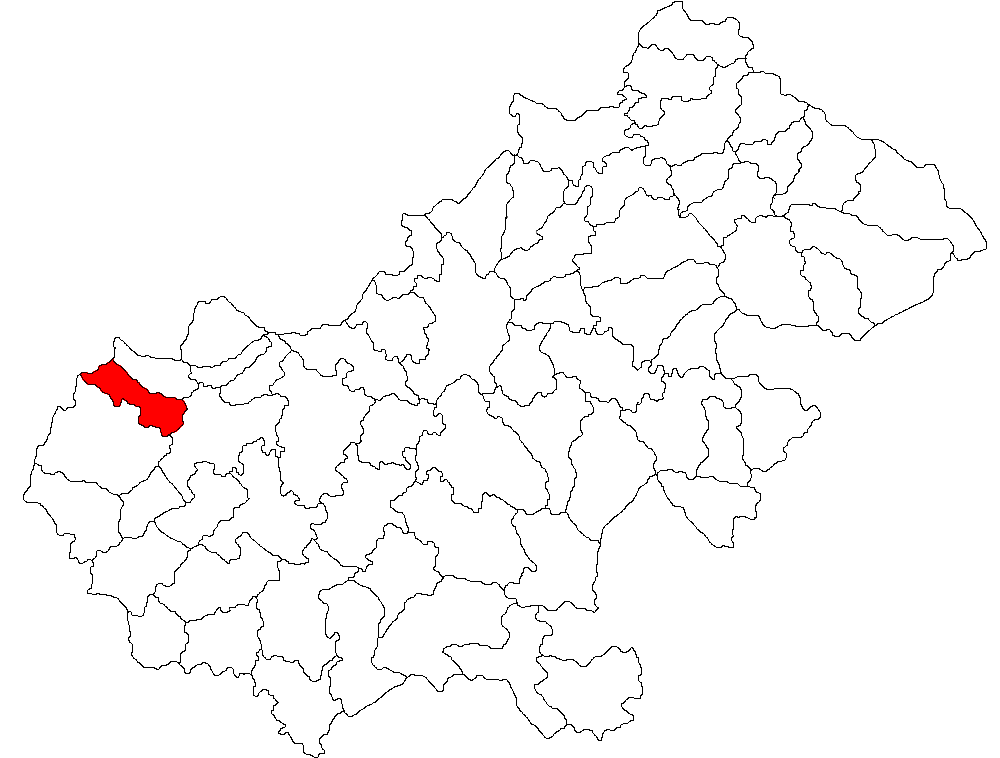
Lage der Gemeinde Foieni im Kreis Satu Mare

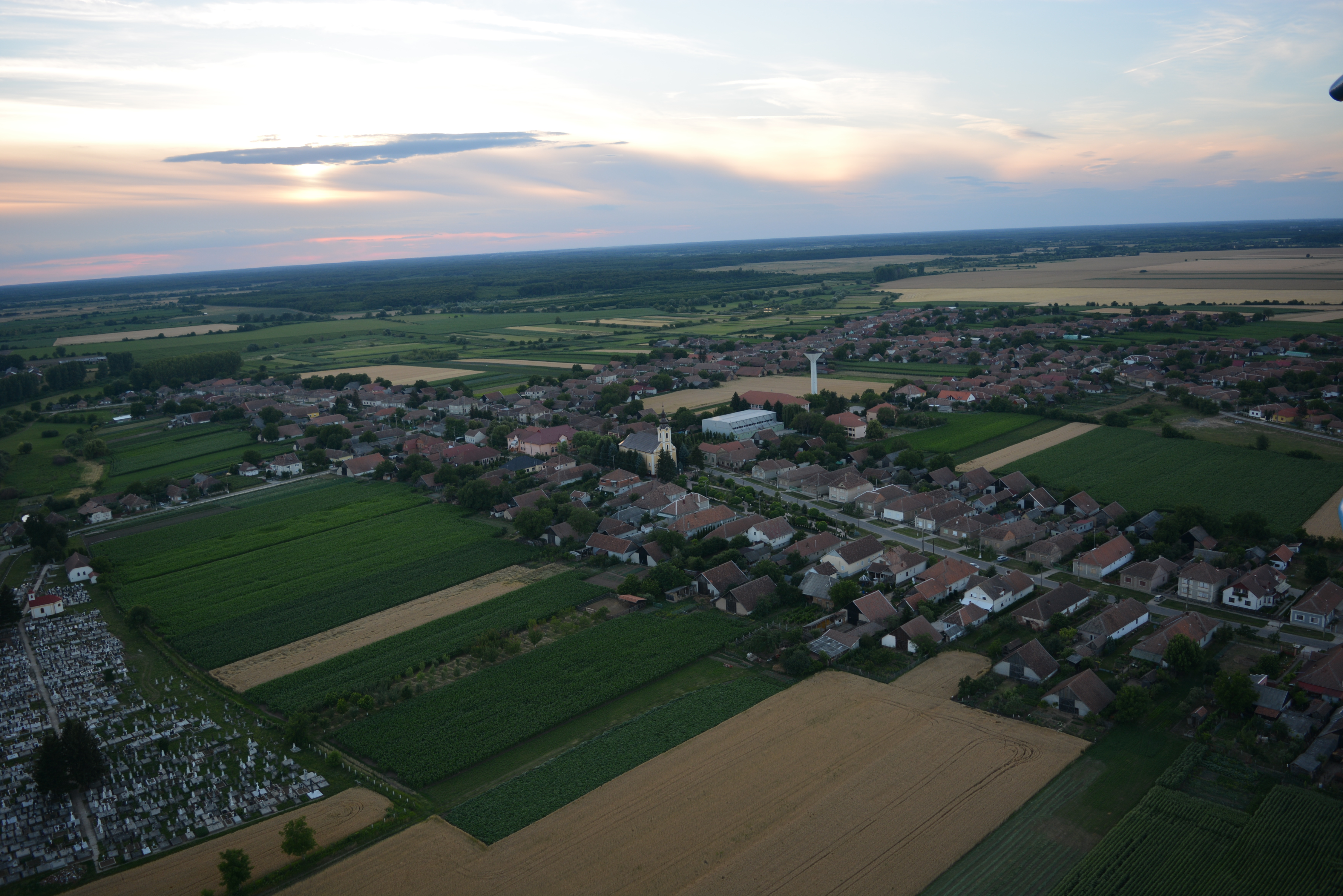
Blick auf Foieni

Im Nordwesten grenzt das Gemeindegebiet von Fienen an Ungarn. Nachbarorte auf rumänischem Territorium sind die Stadt Carei (Groß-Karol) sowie die Orte Urziceni (Schönthal) und Sanislău. Die Entfernung zur Kreishauptstadt Satu Mare (Sathmar) beträgt etwa vierzig Kilometer.
Die Ortschaft liegt am Bach Valea Neagră und an der Kreisstraße (Drum județean) DJ196B, etwa sechs Kilometer nordwestlich von der Stadt Carei entfernt, in der historischen Region Sathmar.
| Urziceni de Pădure | Schönthal                                   | Kalmandi          |
|                    | Kompassrose, die auf Nachbargemeinden zeigt | Carei (Großkarol) |
| Schamagosch        | Marna Nouă                                  |                   |

## Geschichte
Schon vor der Kolonialisierung mit Sathmarer Schwaben bestand am Ort eine Siedlung. Diese wurde jedoch mehrmals (z. B. im Zuge der Tatareneinfälle) zerstört und war um 1700 unbewohnt.
Etwa 1720 erreichten die ersten deutschen Siedler Fienen.

## Bevölkerung
bei der Volkszählung von 2002 wurden 1882 Menschen registriert. Von denen waren 1045 Magyaren, 783 Deutsche, 53 Rumänen und ein Ukrainer. 2011 wurden in Foieni 1840 Menschen registriert, von denen 1266 waren Magyaren, 384 Rumäniendeutsche, 104 Roma und 69 Rumänen.

## Politik
Der Lokalrat in Fienen besteht aus 11 Räten und setzt sich 2020 aus neun Mitgliedern der Demokratischen Union der Ungarn in Rumänien, zwei Mitglieder des Demokratischen Forums der Deutschen in Rumänien zusammen.

## Sehenswürdigkeiten
- Sankt-Michaels-Kirche (römisch-katholisch)
- Bürgermeisteramt